# Aleksej Puškarëv
Aleksej Sergeevič Puškarëv (in russo Алексей Сергеевич Пушкарёв?; traslitterazione anglosassone Aleksei Sergeyevich Pushkarev; Krupskoy, 4 novembre 1986) è un bobbista russo.

## Biografia
Compete dal 2012 come frenatore per la squadra nazionale russa e nella prima stagione della sua carriera gareggiò in Coppa Europa e partecipò ai campionati mondiali juniores di Igls 2012 ottenendo l'argento nel bob a due e il quinto posto nel bob a quattro con Aleksej Stul'nev alla guida.
Esordì in Coppa del Mondo nella stagione 2012/13, il 9 dicembre 2012 a Winterberg doce si piazzò al 7º posto nel bob a quattro, conquistò il suo primo podio il 7 dicembre 2013 a Park City e la sua prima vittoria il 16 gennaio 2016 con Aleksandr Kas'janov, Il'vir Chuzin ed Aleksej Zajcev.
Alle olimpiadi casalinghe di Soči 2014 si classificò al 4º posto nel bob a quattro pilotato da Kas'janov e arrivando a soli tre centesimi di secondo dalla medaglia di bronzo ottenuta dalla nazionale statunitense guidata da Steven Holcomb. Il 29 novembre 2017 la commissione disciplinare del Comitato Olimpico Internazionale prese atto delle violazioni alle normative antidoping compiute da Puškarëv in occasione di quelle Olimpiadi, annullando conseguentemente il risultato ottenuto e proibendogli di partecipare a qualunque titolo a future edizioni dei Giochi olimpici. Il 1º febbraio 2018 il Tribunale Arbitrale dello Sport, dopo aver preso in esame il ricorso presentato da Puškarëv, ha confermato le squalifiche comminatagli dal CIO, annullando tuttavia il divieto di partecipare a qualunque titolo a future edizioni delle olimpiadi.
Prese parte inoltre a tre edizioni dei campionati mondiali ottenendo quale miglior risultato il settimo posto nel bob a quattro, il quindicesimo nel bob a due, entrambi ottenuti a Winterberg 2015, e il quinto nella gara a squadre raggiunto a Schönau am Königssee 2017. Puškarëv conta altresì quattro partecipazioni alle rassegne europee e una medaglia d'argento vinta a La Plagne 2015 sempre nella specialità a quattro.

## Palmarès

### Europei
- 1 medaglia:
  - 1 argento (bob a quattro a La Plagne 2015).

### Mondiali juniores
- 1 medaglia:
  - 1 argento (bob a due ad Igls 2012).

### Coppa del Mondo
- 14 podi (3 nel bob a due e 10 nel bob a quattro):
  - 4 vittorie (tutte nel bob a quattro);
  - 6 secondi posti (1 nel bob a due, 5 nel bob a quattro);
  - 4 terzi posti (2 nel bob a due e 2 nel bob a quattro).

#### Coppa del Mondo - vittorie
| Data             | Luogo       | Paese         | Disciplina                                                                       |
| ---------------- | ----------- | ------------- | -------------------------------------------------------------------------------- |
| 16 gennaio 2016  | Park City   | Stati Uniti   | a quattro con Aleksandr Kas'janov (pilota), Il'vir Chuzin ed Aleksej Zajcev      |
| 3 dicembre 2016  | Whistler    | Canada        | a quattro con Aleksandr Kas'janov (pilota), Aleksej Zajcev e Maksim Belugin      |
| 19 marzo 2017    | Pyeongchang | Corea del Sud | a quattro con Aleksandr Kas'janov (pilota), Vasilij Kondratenko e Aleksej Zajcev |
| 25 novembre 2017 | Whistler    | Canada        | a quattro con Aleksandr Kas'janov (pilota), Il'vir Chuzin e Vasilij Kondratenko  |

### Circuiti minori

#### Coppa Europa
- 5 podi (2 nel bob a due e 3 nel bob a quattro):
  - 1 vittoria (nel bob a quattro);
  - 1 secondo posto (nel bob a quattro);
  - 3 terzi posti (2 nel bob a due e 1 nel bob a quattro).

#### Coppa Nordamericana
- 3 podi  (1 nel bob a due e 2 nel bob a quattro):
  - 3 vittorie.